# 春待つ僕ら
『春待つ僕ら』（はるまつぼくら、英題 We hope for blooming）は、あなしんによる日本の漫画作品。『デザート』（講談社）2014年4月号から2019年11月号まで連載された。略称は「春僕」。単行本全14巻。累計発行部数は2021年4月時点で累計580万部を突破している。
2017年第41回講談社漫画賞少女部門にノミネートされた（落選）。
2018年12月14日に実写映画が公開された。

## あらすじ
ずっと周囲と上辺で付き合ってきた春野美月は、高校入学を機に自分を変えたいと思いつつも、なかなかうまくいかない日々を送っていた。そんなとき、アルバイト先のカフェに学校で「バスケ部イケメン四天王」と称される四人組が来て、そのうちの一人、多田竜二がナナさんと間違えて美月に告白してしまう。その直後に人違いとわかり、本命のナナさんに告白するが、あっけなく玉砕。四天王たちはよくカフェに来るようになり、そこから美月と四天王たちの交流が始まる。
そのうち、美月は四天王の1人で同じクラスの浅倉永久に恋心を抱くようになり、同じように永久も美月に惹かれていく。しかし、永久の強力なライバルとなる神山亜哉が現れる。

## 登場人物
※声の項はドラマCD版、演の項は実写映画版。
春野 美月（はるの みつき）
声 - 黒沢ともよ / 演 - 土屋太鳳
清凌高校1年4組。4月3日生まれ。血液型O型。156センチメートル。45キログラム。妹が2人いる。
主人公。小学生のころ、仲間外れにされ落ち込んでいたところ、神山亜哉と出会う。離れ離れになってからも神山が心の支えだった。
高校入学後、神山との思い出の場所近くのカフェでアルバイトをするが、永久たちがカフェに通うようになり彼らと仲良くなる中で、次第に永久に惹かれていく。
グループ内ではよくいじられている。また、ジャンケンも弱い。
竜二曰く、「地味だけどかわいい」。
浅倉 永久（あさくら とわ）
声 - 島﨑信長 / 演 - 北村匠海
清凌高校1年4組。男子バスケ部。3月14日生まれ。血液型A型。180センチメートル。65キログラム。黒髪。
「バスケ部イケメン四天王」の1人。ぼんやりとしていることが多くて天然。いつも眠そうである。バスケの監督をしていた祖父の影響でミニバスケを始め、瑠衣や恭介、竜二と仲良くなる。
美月のことは最初は女友達としてしか見ていなかったが、美月のさりげない優しさや温かさに惹かれ、好きになる。
宮本 瑠衣（みやもと るい）
声 - 斉藤壮馬 / 演 - 稲葉友
清凌高校1年7組。男子バスケ部。2月14日生まれ。血液型B型。175センチメートル。60キログラム。茶髪。
「バスケ部イケメン四天王」の1人。無邪気な笑顔がチャームポイント。かねてから永久にライバル意識を持っており、完璧イケメンな永久と自分を比べて落ち込むこともしばしば。美月によくちょっかいを出している。
若宮 恭介（わかみや きょうすけ）
声 - 梅原裕一郎 / 演 - 磯村勇斗
清凌高校2年4組。男子バスケ部。11月12日生まれ。血液型A型。182センチメートル。68キログラム。黒髪ロング。
「バスケ部イケメン四天王」の1人。4人の中でお兄さん的存在。姉と妹がいるおかげで女性の扱いに慣れており、イケメンスキルが高い。瑠衣にフォローを入れる、瑠衣のペアのような存在。
多田 竜二（ただ りゅうじ）
声 - 豊永利行 / 演 - 杉野遥亮
清凌高校2年4組。男子バスケ部。8月21日生まれ。血液型O型。180センチメートル。67キログラム。金髪で、ピアス穴が3個ある。
「バスケ部イケメン四天王」の1人。次期キャプテン。喫茶店の看板娘、ナナさんのことが好きでこれが初恋。ナナさんと間違えて美月に告白してしまったことで、美月と四天王たちの交流が始まるきっかけになる。
神山 亜哉（かみやま あや）
声 - 鈴木達央、瀬戸麻沙美（小学生） / 演 - 小関裕太
鳳城高校2年。男子バスケ部。6月25日生まれ。血液型AB型。181センチメートル。65キログラム。赤茶色の長髪。美月の幼馴染で、当時美月からは女の子と思われていたため、あやちゃんと呼ばれている。
出会ったころから美月のことが好きだったが、美月を傷つけるのを恐れて気持ちを口にしないまま、父親の仕事の都合でアメリカに行った。帰国後に美月と再会してからは、「男として俺をみて」と積極的にアピールをするようになる。
アメリカでバスケを鍛えたので、並外れた強さを持つ。鳳城高校をインターハイで優勝に導いた。
山田 レイナ（やまだ レイナ）
声 - 小松未可子 / 演 - 佐生雪
清凌高校1年4組。12月4日生まれ。血液型AB型。164センチメートル。48キログラム。
美月の友達。美月にはまだ告げていないが、BLで、四天王たちが密着した写真を撮るのが好き。面倒見のいい性格。
須藤 マキ（すどう マキ）
声 - 大地葉
清凌高校1年1組。女子バスケ部。美月と仲良くなるが、永久のことが好き。
ナナセ
声 - 名塚佳織 / 演 - 泉里香
通称ナナさん、ナナちゃん。美月のバイト先のカフェのマスターの娘。専門学校生。竜二が一目惚れするほどの美人。
莉乃（りの）
鳳城高校男子バスケ部マネージャー。亜哉のことが好き。

## 書誌情報

### 漫画
- あなしん 『春待つ僕ら』 講談社 〈KC デザート〉、全14巻（14巻は番外編。）
  1. 2014年7月11日発売[10]、『デザート』2014年4月号[1] - 8月号、ISBN 978-4-06-365778-4
  2. 2015年2月13日発売[11]、『デザート』2014年10月号 - 2015年2月号、ISBN 978-4-06-365805-7
  3. 2015年8月12日発売[12]、『デザート』2015年4月号 - 8月号、ISBN 978-4-06-365828-6
  4. 2016年2月12日発売[13]、『デザート』2015年10月号 - 2016年2月号、ISBN 978-4-06-365854-5
  5. 2016年7月13日発売[14]、『デザート』2016年4月号 - 7月号、ISBN 978-4-06-365869-9
  6. 2016年12月13日発売[15]、『デザート』2016年9月号 - 12月号、ISBN 978-4-06-365888-0
  7. 2017年5月12日発売[16]、『デザート』2017年2月号 - 5月号、ISBN 978-4-06-365907-8（ドラマCD付き特装版[17]、ISBN 978-4-06-358846-0）
  8. 2017年10月13日発売[18]、『デザート』2017年7月号[9] - 10月号、ISBN 978-4-06-365933-7
  9. 2018年3月13日発売[19]、『デザート』2017年12月号 - 2018年3月号、ISBN 978-4-06-511117-8（ドラマCD付き特装版[20]、ISBN 978-4-06-510825-3）
  10. 2018年8月9日発売[21]、『デザート』2018年5月号[22] - 8月号、ISBN 978-4-06-512502-1
  11. 2018年12月13日発売[23]、『デザート』2018年10月号 - 2019年1月号、ISBN 978-4-06-513840-3
  12. 2019年6月13日発売[24]、『デザート』2019年3月号 - 6月号、ISBN 978-4-06-516256-9（ドラマCD&ポストカード付き特装版[25]、ISBN 978-4-06-515600-1）
  13. 2019年12月13日発売[26]、『デザート』2019年8月号 - 11月号[2]、ISBN 978-4-06-518061-7
    - 今までで1番赤くなった日（描きおろし）

  14. 2020年5月13日発売[27][28]、『デザート』2015年3月号、9月号、2016年3月号、8月号、2017年1月号、6月号[29]、11月号、2018年4月号、9月号、2020年1月号[30]、3月号 - 4月号、ISBN 978-4-06-519499-7（特装版[31][28]、ISBN 978-4-06-519500-0）
    - 「これからも僕たちは-…」（描きおろし）

### 小説
- 原作：あなしん、著者：小島環、脚本：おかざきさとこ 『小説　春待つ僕ら』 〈講談社文庫〉、全1巻
  - 2018年11月15日発売[32]、ISBN 978-4-06-513749-9
- 原作：あなしん、著者：森川成美、脚本：おかざきさとこ 『小説 映画 春待つ僕ら』 〈講談社KK文庫〉、全1巻
  - 2018年11月21日発売[33]、ISBN 978-4-06-513533-4

### 単行本未収録作品
- 春待つ僕らスペシャル番外編ファイナル!![34][35]（『デザート』2020年7月号[36]）

## ドラマCD
2017年5月12日にドラマCD付き第7巻特装版が発売された。また、『デザート』2017年7月号のふろくとして同キャスト別内容である「春待つ僕ら 耳キュン♡ドラマCD デザートSPバージョン」が添付された。
2018年3月13日にドラマCD付き第9巻特装版が発売された。また、『デザート』2018年5月号のふろくとして同キャスト別内容である「春待つ僕ら 耳キュン♡ドラマCD デザートSPバージョン」が添付された。
2019年6月13日にドラマCD&ポストカード付き第12巻特装版が発売された。また、『デザート』2019年8月号のふろくとして同キャスト別内容である「春待つ僕ら ドラマCD デザートSPバージョン」が添付された。

### 内容
第7巻特装版（収録時間約48分）。
1. オープニング
2. 本編11-12話
3. 「ボーイズトーク」スペシャルロングver.
4. キャストフリートーク
5. エンディング

『デザート』2017年7月号ふろく（収録時間約41分）。
1. オープニング
2. 第7巻特装版ドラマCDからの抜粋
3. ライバル関係 その1
4. ライバル関係 その2
5. あやちゃんの休日
6. 男性キャストフリートーク
7. エンディング

## 実写映画
2018年12月14日に公開。

### キャスト
- 春野美月 - 土屋太鳳[7]
- 浅倉永久 - 北村匠海（DISH//）[7]
- 神山亜哉 - 小関裕太[7]
- 若宮恭介 - 磯村勇斗[7]
- 多田竜二 - 杉野遥亮[7]
- 宮本瑠衣 - 稲葉友[7]
- 柏木ナナセ - 泉里香[39]
- 山田レイナ - 佐生雪[39]
- 神山ユーコ - 緒川たまき[39]

### スタッフ
- 原作 - あなしん『春待つ僕ら』（講談社「KCデザート」刊）[7]
- 監督 - 平川雄一朗[7]
- 脚本 - おかざきさとこ
- 音楽 - 髙見優
- 主題歌 - TAOTAK「Anniversary」（Sony Music Records）
- 製作 - 高橋雅美、池田宏之、村田嘉邦、角田真敏、山本浩、石垣裕之、髙橋誠、吉川英作、渡辺章仁、田中祐介、板東浩二、長坂信人
- エグゼクティブプロデューサー - 濱名一哉
- 企画プロデュース - 春名慶
- プロデューサー - 大畑利久、長澤佳也
- 撮影 - 小松高志
- 照明 - 蒔苗友一郎
- 録音・整音 - 高須賀健吾
- 美術 - 佐久嶋依里
- 装飾 - 三好理沙
- スタイリスト - 中村さよこ
- ヘアメイクデザイン - 倉田明美
- 記録 - 小宮尚子
- 編集 - 伊藤潤一
- VFXディレクター - 中村明博
- サウンドデザイン - 大河原将
- 監督補 - 長澤佳也
- 助監督 - 片島章三
- 制作担当 - 土田守洋
- 制作プロダクション - オフィスクレッシェンド
- 製作幹事・配給 - ワーナー・ブラザース映画
- 製作 - 映画「春待つ僕ら」製作委員会（ワーナー・ブラザース映画、博報堂DYミュージック&ピクチャーズ、講談社、博報堂、WOWOW、KDDI、日本出版販売、ローソンエンタテインメント、GYAO、ひかりTV、オフィスクレッシェンド）

### エピソード
土屋太鳳と北村匠海は過去にテレビ東京で放送された連続ドラマ「鈴木先生」でクラスメイトとして共演しており、7年ぶりの共演となった。なお、この2人は映画主題歌として「Anniversary」（ウカスカジーの楽曲）を限定ユニット・TAOTAKとしてカバーしている。